# HD 155328
HD 155328，又名BD+51 2178，SAO 30262、HR 6383，是一颗恒星，视星等为6.46，位于銀經77.74，銀緯36.73，其B1900.0坐标为赤經17h 5m 49.8s，赤緯+50° 36.73′ 8″。